# جمعیت‌شناسی آسیای مرکزی

وصله نژادی مردم شناسانه آسیای مرکزی در سال ۱۹۹۲

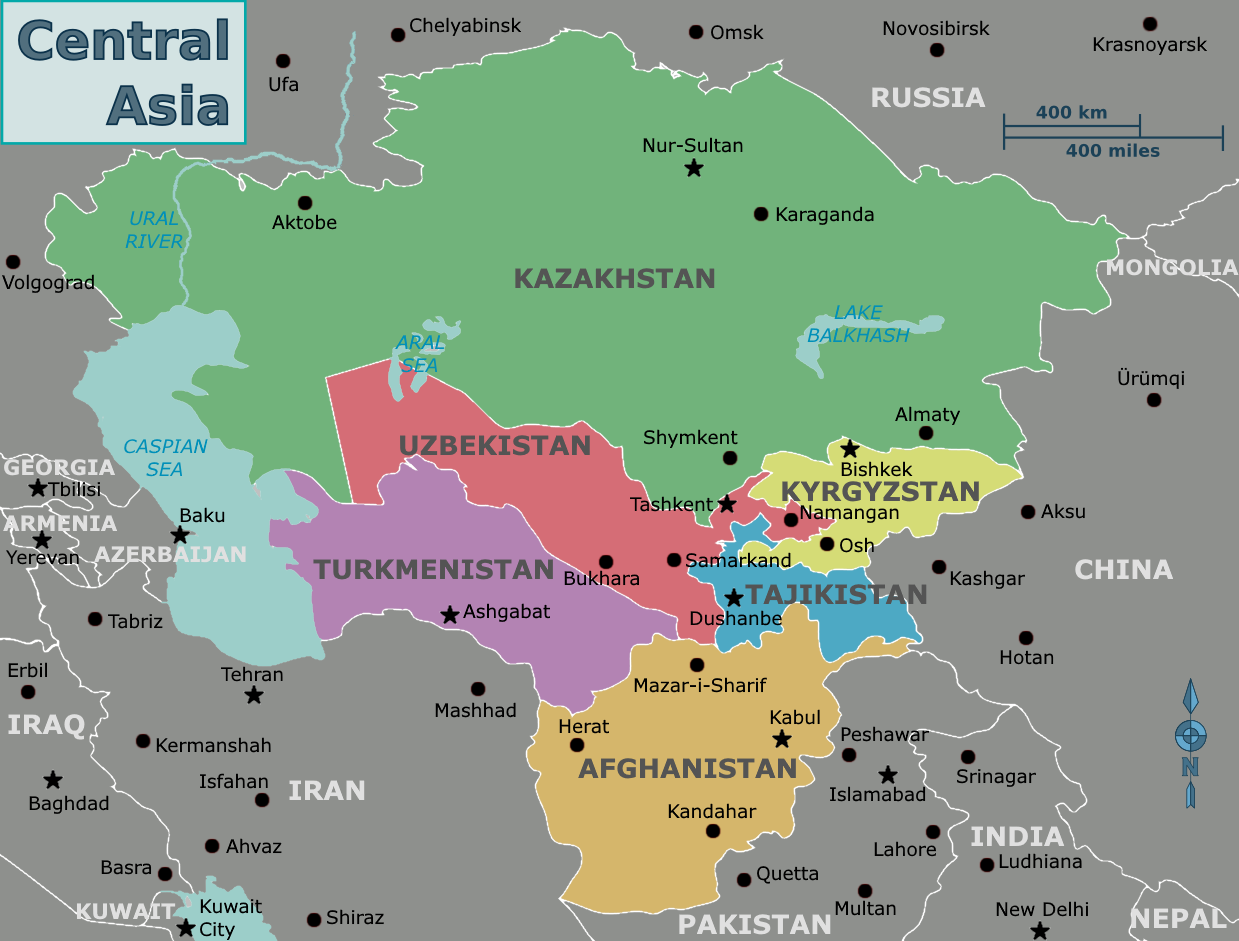
نقشه کشورهای آسیای مرکزی، افغانستان، دریای خزر و کشورهای اطراف

آسیای مرکزی سرزمین متنوعی است که دارای بسیاری از اقوام، زبان‌ها، مذاهب و قبایل است. کشورهایی که آسیای مرکزی را تشکیل می‌دهند پنج کشور از جمهوری‌های سابق اتحاد جماهیر شوروی هستند: قزاقستان، قرقیزستان، ترکمنستان، تاجیکستان و ازبکستان که حدود ۷۲ میلیون نفر جمعیت دارند.  افغانستان همیشه جزء منطقه محسوب نمی‌شود، اما وقتی این‌طور باشد، آسیای مرکزی جمعیتی در حدود ۱۲۲ میلیون نفر (۲۰۱۶) دارد.  بیشتر آسیای مرکزی وابسته به مذهب است که طی ۱۵۰۰ سال گذشته به این منطقه معرفی شده‌اند، مانند اسلام سنی، اسلام شیعه، شیعه اسماعیلی، تنگریسم و مسیحیت سریانی. با این حال، بودیسم بیش از ۲ هزار و ۲۰۰ سال پیش و زرتشتی بیش از ۲۵۰۰ سال پیش به آسیای مرکزی معرفی شد.

## گروه‌های قومی
در زیر داده‌های جمعیتی مربوط به گروه‌های قومی در آسیای مرکزی است.

| گروه قومی             | Center of population in Central Asia                                                                                  | Total roughly estimated population in Central Asia |
| --------------------- | --- | -------------------------------------------------- |
| ازبک‌ها                | ازبکستان، افغانستان، تاجیکستان، قرقیزستان، ترکمنستان، قزاقستان                                                        | ۲۹٬۰۰۰٬۰۰۰                                         |
| تاجیک‌ها               | تاجیکستان، ازبکستان ۳۰٪و افغانستان۴۷٪. این شامل پامیری‌ها می‌باشد، که در تاجیکستان رسماً به عنوان تاجیک دسته‌بندی می‌شوند. | ۴۱٬۰۷۰٬۰۰۰                                         |
| قزاق‌ها                | قزاقستان، ازبکستان | ۱۶٬۵۰۰٬۰۰۰                                         |
| قرقیزها               | قرقیزستان | ۴٬۱۰۰٬۰۰۰                                          |
| روس‌ها                 | قزاقستان، ازبکستان، قرقیزستان                                                                                         | 4,000,000                                          |
| کره‌ای‌ها               | قزاقستان، ازبکستان، قرقیزستان، ترکمنستان، تاجیکستان                                                                   | 500,000                                            |
| اوکراینی‌ها            | شمال قزاقستان | 250,000                                            |
| ترکمن‌ها               | ترکمنستان، افغانستان و ایران                                                                                          | ۶٬۵۰۰٬۰۰۰                                          |
| آلمانی‌های ولگا        | قزاقستان | 200,000                                            |
| اویغورها              | شمالغرب چین، شرق قزاقستان، ازبکستان، قرقیزستان                                                                        | ۱۳٬۰۰۰٬۰۰۰                                         |
| دونقان‌ها یا مردم هوئی | شمالغرب چین، قرقیزستان                                                                                                | ۱۰٬۵۰۰٬۰۰۰                                         |
| یهودیان بخارا         | ازبکستان | ۱٬۰۰۰                                              |
| تاتار                 | ازبکستان | ۷۰۰٬۰۰۰                                            |
| قره‌قالپاق‌ها           | شمال غرب ازبکستان | ۵۰۰٬۰۰۰                                            |
| باشقیرها              | قزاقستان | ۳۰٬۰۰۰                                             |
| ترک‌های مسختی          | قزاقستان | ۲۰۰٬۰۰۰                                            |
| ارامنه                | ترکمنستان، ازبکستان                                                                                                   | ۱۰۰٬۰۰۰                                            |
| آلتایی‌ها              | شمال قزاقستان | ۱۰٬۰۰۰                                             |
| پشتون‌ها               | افغانستان، پاکستان و ایران                                                                                            | ۱۲٬۵۰۰٬۰۰۰                                         |
| مردم هزاره            | مرکز افغانستان | ۳٬۵۰۰٬۰۰۰                                          |
| ایماق‌ها               | مرکز و شمالغرب افغانستان                                                                                              | ۱٬۵۰۰٬۰۰۰                                          |
| نورستانی‌ها            | شرق و شمال افغانستان                                                                                                  | ۲۰۰٬۰۰۰+                                           |
| بلاروس‌ها              | شمال قزاقستان | 100,000-200,000                                    |
| مردم رومانی           | قزاقستان | ۲۰٬۰۰۰                                             |
| یونانی‌ها              | قزاقستان | ۳۰٬۰۰۰                                             |
| موردوین‌ها             | قزاقستان | ۲۰٬۰۰۰                                             |
| مولداویایی‌ها          | قزاقستان | ۲۵٬۰۰۰                                             |
| چچنی‌ها                | قزاقستان | ۴۰٬۰۰۰                                             |
| لهستانی‌ها             | شمال قزاقستان | ۵۰٬۰۰۰–۱۰۰٬۰۰۰                                     |
| آذری‌ها                | قزاقستان و ترکمنستان                                                                                                  | ۱۰۰٬۰۰۰                                            |
| چواش‌ها                | شمال قزاقستان | ۳۵٬۰۰۰                                             |

## تاریخ ژنتیکی
تبار جمعیت مدرن آسیای مرکزی به‌طور قابل توجهی از گسترش هند و ایرانی و ترکی گرفته شده است. بیشتر جمعیت‌های مدرن را می‌توان با تبار هند و ایرانی یا ترکی هماهنگ کرد، با اجداد مطابقت خوبی با مرزهای قومی داشت. ترکیب مغولوئید (آسیای شرقی) به‌طور معکوس با حذف Alu در محل CD4 ارتباط داشت.
مطالعات باستان‌شناسی روی بقایای سنگ قبرهای سنگ آهنی پازیریک نشان می‌دهد که پس از پایان گسترش هندو-ایرانی (سکایی)، از قرن پیش از میلاد آغاز می‌شود. در قرن هفتم قبل از میلاد، هجوم تدریجی شرق به غرب از نفوذ اوراسیا شرقی به استپ‌های غربی رخ داده است.
جمعیت مزرعه داران و مردم کوچ نشین در آسیای میانه از زمان کلوکیتیک (هزاره چهارم قبل از میلاد) با همزیستی همراه بوده‌اند. این دو گروه از نظر ساختار نزولی تفاوت چشمگیری دارند، زیرا پاستورالیست‌ها در ساختارهای قبیله ای پاتریلین برونگرایی سازماندهی می‌شوند، در حالی که کشاورزان در خانواده‌های گسترده‌ای مشغول اندوگمی (ازدواج پسر عموی) هستند. به عنوان یک نتیجه، شبانان در مقایسه با کشاورزان از تنوع قابل توجهی در نزول patrilineal (کروموزوم Y) کاهش می‌یابند.

## دین
| دین                | جمعیت تقریبی | مرکز جمعیت |
| ------------------ | ------------ | --- |
| اسلام سنی          | ۱۰۳٬۰۰۰٬۰۰۰  | جنوب و شرق منطقه: تاجیکستان، ترکمنستان، قرقیزستان، ازبکستان، افغانستان، سین کیانگ شرقی و قزاقستان جنوبی (متراکم‌ترین در افغانستان و ازبکستان)              |
| بودیسم             | ۹٬۰۸۴٬۰۰۰    | ۵۰۰٬۰۰۰ در روسیه، ۸٫۴۴ میلیون نفر در سین کیانگ، ۱۴۰٬۰۰۰ نفر در قزاقستان و افغانستان؛ (مغول، کره ای، DAUR , Mongour، مردم تونگوسی، تبتی، تووان‌ها، یوغورها) |
| اسلام شیعه         | ۴٬۰۰۰٬۰۰۰    | هزاره‌ها، افغانستان و مرکز افغانستان |
| مسیحیت شرقی        | ۴٬۰۰۰٬۰۰۰    | شمال قزاقستان |
| الحاد و بی ارتباطی | ۲٬۵۰۰٬۰۰۰+   | در سراسر منطقه |
| مسیحیت غربی        | ۵۱۰٬۰۰۰      | قزاقستان |
| یهودیت             | ۲۷٬۵۰۰       | ازبکستان |
| دین زرتشت          | ۱۰٬۰۰۰       | از لحاظ تاریخی افغانستان |